# Filmation

Filmation was een Amerikaans televisie- en filmproductiebedrijf, dat van begin jaren zestig tot eind jaren tachtig in functie was en dat voornamelijk tekenfilmseries produceerde. Het werd opgericht door Norm Prescott, Hal Sutherland en Lou Scheimer. De laatste leende daarnaast, dikwijls onder het pseudoniem Eric dan wel Erik Gunden, zijn stem aan personages in een groot aantal van de eigen producties, evenals zijn dochter Erika.

## Enkele producties
- The Batman/Superman Hour (animatieserie, 1968)
- Batman with Robin the Boy Wonder (animatieserie, 1969)
- Blackstar (animatieserie, 1981)
- BraveStarr (animatieserie, 1987)
- The Ghost Busters (live-actionserie, 1975)
- Ghostbusters (animatieserie, 1986)
- Gilligan's Planet (animatieserie, 1982)
- He-Man and the Masters of the Universe (animatieserie, 1983)
- Jason of Star Command (live-actionserie, 1979)
- Journey Back to Oz (animatiefilm, 1974)
- Journey to the Center of the Earth (animatieserie, 1967)
- Mighty Mouse in the Great Space Chase (animatiefilm, 1982)
- The New Adventures of Batman (animatieserie, 1977)
- The New Adventures of Gilligan (animatieserie, 1974)
- The New Adventures of Superman (animatieserie, 1966)
- The New Adventures of Zorro (animatieserie, 1981)
- She-Ra: Princess of Power (animatieserie, 1985)
- Sport Billy (animatieserie, 1979)
- Star Trek: The Animated Series (animatieserie, 1973)
- The Superman/Aquaman Hour of Adventure (animatieserie, 1967)